# Eurynomos
Eurynomos (gr. Εὐρύνομος) – w mitologii greckiej demon świata podziemnego, który żywił się ciałami zmarłych, pozostawiając jedynie ich kości. 
Znany wyłącznie z przekazu Pauzaniasza (Wędrówki po Helladzie X 28,4). Zgodnie z przekazaną przez niego wiadomością, w Delfach znajdował się obraz Polignota przedstawiający Eurynomosa, ukazanego z wyszczerzonymi zębami i ciałem barwy niebiesko-czarnej, przypominającym muchy żywiące się padliną.